# Травер (Каліфорнія)
Травер (англ. Traver) — переписна місцевість (CDP) в США, в окрузі Туларе штату Каліфорнія. Населення — 731 особа (2020).

## Географія
Травер розташований за координатами 36°27′9″ пн. ш. 119°28′57″ зх. д. / 36.45250° пн. ш. 119.48250° зх. д. (36.452632, -119.482403).  За даними Бюро перепису населення США в 2010 році переписна місцевість мала площу 2,18 км², уся площа — суходіл.

## Демографія
Згідно з переписом 2010 року, у переписній місцевості мешкало 713 осіб у 164 домогосподарствах у складі 139 родин. Густота населення становила 326 осіб/км².  Було 184 помешкання (84/км²).
Расовий склад населення:
| - 42,4 % — білих - 3,1 % — корінних американців - 0,8 % — азіатів - 0,3 % — вихідців з тихоокеанських островів - 0,1 % — чорних або афроамериканців - 50,1 % — осіб інших рас |

До двох чи більше рас належало 3,2 %. Частка іспаномовних становила 77,3 % від усіх жителів.
За віковим діапазоном населення розподілялося таким чином: 31,1 % — особи молодші 18 років, 58,1 % — особи у віці 18—64 років, 10,8 % — особи у віці 65 років та старші. Медіана віку мешканця становила 29,7 року. На 100 осіб жіночої статі у переписній місцевості припадало 106,7 чоловіків;  на 100 жінок у віці від 18 років та старших — 127,3 чоловіків також старших 18 років.
Середній дохід на одне домашнє господарство  становив 48 966 доларів США (медіана — 38 942), а середній дохід на одну сім'ю — 42 484 долари (медіана — 31 944). Медіана доходів становила 16 848 доларів для чоловіків та 46 607 доларів для жінок. За межею бідності перебувало 39,0 % осіб, у тому числі 54,9 % дітей у віці до 18 років та 31,9 % осіб у віці 65 років та старших.
Цивільне працевлаштоване населення становило 261 осіб. Основні галузі зайнятості: сільське господарство, лісництво, риболовля — 31,4 %, освіта, охорона здоров'я та соціальна допомога — 14,6 %, роздрібна торгівля — 10,3 %, транспорт — 8,0 %.